# Erdmuthe di Brandeburgo
Erdmuthe di Brandeburgo (Berlino, 26 giugno 1561 – Słupsk, 13 novembre 1623) è stata una principessa del Brandeburgo e, dopo il matrimonio, duchessa consorte di Pomerania tedesca.

## Biografia
Era la maggiore delle figlie del principe elettore di Brandeburgo Giovanni Giorgio (1525-1598) e della seconda moglie Sabina (1548-1575), figlia del margravio Giorgio di Brandeburgo-Ansbach-Kulmbach. Fu la figlia prediletta del padre a causa del suo amore per la scienza e la letteratura latina.
Sposò il 17 febbraio 1577 a Stettino il duca Giovanni Federico di Pomerania (1542-1600). Già all'età di 7 anni era stata fidanzata con GiovannIi Federico, all'epoca ventiseienne. In questa occasione, furono ridefiniti sia il vecchio trattato ereditario tra le due casate che le indennità spettanti nel caso in cui una di esse si fosse estinta. Il matrimonio venne descritto come felice, ma rimase senza figli. Dopo un aborto spontaneo, Elisabetta di Doberschütz le diede un farmaco per abbassare la febbre. Costei fu in seguito accusata di aver stregato Erdmuthe rendendola sterile e per questo processata e bruciata come strega.
Erdmuthe svolse un ruolo fondamentale per l'avvio del matrimonio del nipote Cristiano II di Sassonia con Edvige di Danimarca e Norvegia. Nel 1596, scrisse un libro di preghiere per la sua sorella Sofia (1568-1622), che costituisce uno dei più antichi libri di preghiera per le donne.
Dopo la morte del marito, avvenuta il 9 febbraio 1600, Erdmuthe ricevette, quale dovario vedovile, il distretto di Stolp e visse nel castello di Stolp. Dopo la morte di Schantes di Tessen nel 1608, trascorse del tempo anche nelle fortificazioni del castello di Smołdzino. Nominò Michael Brüggemann (latinizzato Pontano, in polacco Michał Mostnik) cappellano presso la chiesa del castello di Stolp.

## Ascendenza
|                                 |                                   |                             | Genitori                     |  |  | Nonni |  |  | Bisnonni                    |  |  | Trisnonni                 |  |
|                                 |                                   |                             |                              |  |  |       |  |  | Gioacchino I di Brandeburgo |  |  | Giovanni I di Brandeburgo |  |
|                                 |                                   |                             |                              |  |  |       |  |  | Gioacchino I di Brandeburgo |  |  | Giovanni I di Brandeburgo |  |
|                                 |                                   | Margherita di Sassonia      |                              |  |  |       |  |  | Gioacchino I di Brandeburgo |  |  |                           |  |
| Gioacchino II di Brandeburgo    |                                   |                             |                              |  |  |       |  |  | Gioacchino I di Brandeburgo |  |  |                           |  |
|                                 |                                   | Elisabetta di Danimarca     | Giovanni di Danimarca        |  |  |       |  |  |                             |  |  |                           |  |
|                                 |                                   | Elisabetta di Danimarca     | Giovanni di Danimarca        |  |  |       |  |  |                             |  |  |                           |  |
|                                 |                                   | Elisabetta di Danimarca     | Cristina di Sassonia         |  |  |       |  |  |                             |  |  |                           |  |
| Giovanni Giorgio di Brandeburgo |                                   | Elisabetta di Danimarca     |                              |  |  |       |  |  |                             |  |  |                           |  |
|                                 |                                   | Giorgio di Sassonia         | Alberto III di Sassonia      |  |  |       |  |  |                             |  |  |                           |  |
|                                 |                                   | Giorgio di Sassonia         | Alberto III di Sassonia      |  |  |       |  |  |                             |  |  |                           |  |
|                                 |                                   | Giorgio di Sassonia         | Sidonia di Boemia            |  |  |       |  |  |                             |  |  |                           |  |
| Maddalena di Sassonia           |                                   | Giorgio di Sassonia         |                              |  |  |       |  |  |                             |  |  |                           |  |
|                                 |                                   | Barbara Jagellona           | Casimiro IV di Polonia       |  |  |       |  |  |                             |  |  |                           |  |
|                                 |                                   | Barbara Jagellona           | Casimiro IV di Polonia       |  |  |       |  |  |                             |  |  |                           |  |
|                                 |                                   | Barbara Jagellona           | Elisabetta d'Asburgo         |  |  |       |  |  |                             |  |  |                           |  |
| Erdmuthe di Brandeburgo         |                                   | Barbara Jagellona           |                              |  |  |       |  |  |                             |  |  |                           |  |
|                                 | Federico I di Brandeburgo-Ansbach | Alberto III di Brandeburgo  |                              |  |  |       |  |  |                             |  |  |                           |  |
|                                 | Federico I di Brandeburgo-Ansbach | Alberto III di Brandeburgo  |                              |  |  |       |  |  |                             |  |  |                           |  |
|                                 | Federico I di Brandeburgo-Ansbach | Anna di Sassonia            |                              |  |  |       |  |  |                             |  |  |                           |  |
| Giorgio di Brandeburgo-Ansbach  | Federico I di Brandeburgo-Ansbach |                             |                              |  |  |       |  |  |                             |  |  |                           |  |
|                                 |                                   | Sofia Jagellona             | Sigismondo I di Polonia      |  |  |       |  |  |                             |  |  |                           |  |
|                                 |                                   | Sofia Jagellona             | Sigismondo I di Polonia      |  |  |       |  |  |                             |  |  |                           |  |
|                                 |                                   | Sofia Jagellona             | Bona Sforza                  |  |  |       |  |  |                             |  |  |                           |  |
| Sabina di Brandeburgo-Ansbach   |                                   | Sofia Jagellona             |                              |  |  |       |  |  |                             |  |  |                           |  |
|                                 |                                   | Carlo I di Münsterberg-Oels | Enrico I di Münsterberg-Oels |  |  |       |  |  |                             |  |  |                           |  |
|                                 |                                   | Carlo I di Münsterberg-Oels | Enrico I di Münsterberg-Oels |  |  |       |  |  |                             |  |  |                           |  |
|                                 |                                   | Carlo I di Münsterberg-Oels | Ursula di Brandeburgo        |  |  |       |  |  |                             |  |  |                           |  |
| Edvige di Münsterberg-Oels      |                                   | Carlo I di Münsterberg-Oels |                              |  |  |       |  |  |                             |  |  |                           |  |
|                                 |                                   | Anna di Sagan               | Giovanni II di Sagan         |  |  |       |  |  |                             |  |  |                           |  |
|                                 |                                   | Anna di Sagan               | Giovanni II di Sagan         |  |  |       |  |  |                             |  |  |                           |  |
|                                 |                                   | Anna di Sagan               | …                            |  |  |       |  |  |                             |  |  |                           |  |
|                                 |                                   | Anna di Sagan               |                              |  |  |       |  |  |                             |  |  |                           |  |